# 1035
Початок Високого Середньовіччя •  Епоха вікінгів •  Золота доба ісламу •  Реконкіста •  Київська Русь

## Геополітична ситуація
Візантію очолює Михайло IV Пафлагонський. Конрад II є імператором Священної Римської імперії, а Генріх I —
королем Західного Франкського королівства.
Апеннінський півострів розділений між численними державами: північ належить Священній Римській імперії, середню частину займає Папська область, на південь від Римської області лежать невеликі незалежні герцогства, півдненна частина півострова належать Візантії. Південь Піренейського півострова займають численні емірати, що утворилися після розпаду Кордовського халіфату. Північну частину півострова займають християнські королівство Леон (Астурія, Галісія), Наварра, Арагон, Кастилія та Барселона. Гарольд I Заяча Лапа став королем Англії.
У Київській Русі княжить Ярослав Мудрий. У Польщі настав період безладу. У Хорватії править Степан I. Королівство Угорщина очолює Іштван I.
Аббасидський халіфат очолює аль-Каїм, в Єгипті владу утримують Фатіміди, в Середній Азії — Караханіди, у Хорасані — Газневіди, які захопили частину Індії. У Китаї продовжується правління династії Сун. Значними державами Індії є Пала, Пратіхара, Чола. В Японії триває період Хей'ан.

## Події
- Після смерті короля Наварри Санчо III Великого, його володіння розпалися на частини, засновано королівства Арагон і Кастилія.
- Після смерті Канута Великого, королем Англії став Гарольд I Заяча Лапа, королем Данії — Хардекнуд, а королем Норвегії — Магнус I Норвезький.
- Герцогом Нормандії став Вільгельм Завойовник, якому на той час було тільки 7 років.
- Рамон Баранґе I став графом Барселони.
- Приймає постриг Петро Даміані, майбутній кардинал, Вчитель Церкви.
- Засноване місто Ель-Мукалла (Ємен).

## Народились
див.також: Категорія:Народились 1035

## Померли
див.також: Категорія:Померли 1035
- 18 жовтня — Санчо III Великий, король Наварри.
- 12 листопада — Кнуд I Великий, король Англії з 1016, Данії з 1018 і Норвегії з 1028 року.
- Іоанн I (митрополит Київський)